# رمزارزها در ایران
در سال ۲۰۱۸، ایران استخراج رمزارز را به عنوان یک صنعت قانونی به رسمیت شناخت تا روی مزارع ماینینگ که قبلاً در حال فعالیت بودند نظارت کند. در ژوئیه ۲۰۱۸، دولت حسن روحانی قصد خود برای راه‌اندازی یک ارز دیجیتال ملی را اعلام کرد. این ارز دیجیتال می‌تواند به ایرانیان اجازه دهد تا در شرایط تحریم تجاری، تراکنش‌های بین‌المللی انجام دهند. از دسامبر ۲۰۲۰، ایرانیان هر روز بین ۱۶ تا ۲۰ میلیون دلار در ۱۲ ارز دیجیتال مختلف مبادله کردند. میزان استخراج بیت کوین در ایران نزدیک به یک میلیارد دلار در سال است. فعالیت کاربران ایرانی در صرافی‌های بین‌المللی به علت اعمال تحریم، به شدت محدود و دارایی برخی در این بسترها مسدود شده است. با این وجود کاربران ایرانی از سال ۲۰۱۸ میلادی ۸ میلیارد دلار تراکنش ارز دیجیتال با بایننس داشته‌اند. ۷٫۸میلیارد دلار از این مبلغ، از طریق صرافی ایرانی نوبیتکس مبادله شده است.
خامنه‌ای در تاریخ ۱۷ دی ۱۴۰۰ در فتوایی بیان کرد: «به‌طور کلی حکم خرید و فروش و تولید ارزهای دیجیتال تابع قوانین و مقررات نظام جمهوری اسلامی ایران است.»

## مالیات ستانی
مالیات برعایدی سرمایه رمزارزها از ۱۴۰۲ وضع شد.

## رمز ریال
رمز ریال ارز دیجیتال بانک مرکزی ایران خواهد بود که پول نقد الکترونیکی به‌شمار می‌رود و نسخه الکترونیکی اسکناس‌های رایج در ایران خواهد بود. ارزش آن نیز به ریال کاغذی سنتی موجود متصل می‌شود. مطابق تأکید بانک مرکزی ایران، ریال دیجیتال بر خلاف رمزارزهایی همچون بیت‌کوین قابل استخراج نخواهد بود و میزان عرضه آن از سوی این بانک تنظیم خواهد شد.

## پرونده رمزارز کینگ مانی
پرونده رمزارز کینگ مانی به‌عنوان بزرگ‌ترین پرونده کلاهبرداری در حوزه ارزهای دیجیتال در ایران نام برده می‌شود که توسط یک شرکت بازاریابی شبکه‌ای در سطح ایران فعالیت کرده است. تاکنون بیش از سه‌هزار مال‌باخته در این پرونده کلاهبرداری ثبت شکایت کرده‌اند و چندین هزار میلیارد تومان از شهروندان کلاهبرداری شده است.

## بسته شدن درگاه‌های پرداختی رمزارزی صرافی‌های ایرانی
در تاریخ پنجشنبه ۶ دی ماه ۱۴۰۳ بانک مرکزی ایران بدون اطلاع قبلی اقدام به مسدودسازی درگاه‌های واریز و برداشت صرافی‌های رمزارز ایران کرد. بسیاری از صرافی‌های بزرگ ایرانی در پی این اقدام غیرمسئولانه، بیانیه‌ای از جانب انجمن فین‌تک ایران منتشر کردند؛ در متن این بیانیه با عنوان "بیانیه انجمن فین‌تک ایران درباره اقدامات مخرب بانک مرکزی در حوزه رمزارز" اعتراض و نگرانی شدید اعضای این انجمن در رابطه با اقدامات این بانک به منظور اعمال فشار در خصوص قانون‌گذاری تبادل رمزارزها در ایران ابراز شده است.